# Cmentarz karmelitów w Warszawie
Cmentarz przy kościele karmelitów trzewiczkowych na Lesznie – istniejący w latach ok. 1713–1827 cmentarz rzymskokatolicki na warszawskim Muranowie. Jeden z większych cmentarzy przykościcielnych. Położony prawdopodobnie na terenie obecnego kościoła Narodzenia NMP oraz ogrodu żłobka nr 10. Na cmentarzu grzebani byli obywatele jurydyki Leszno.